# Бернетте, Яра
Яра Бернетте (порт. Yara Bernette, настоящее имя Бернетта Эпштейн, англ. Bernette Epstein; 14 марта 1920, Бостон — 30 марта 2002, Сан-Паулу) — бразильская пианистка и музыкальный педагог.
Родилась в еврейской семье, эмигрировавшей в США из Российской империи. В том же году вместе с семьёй переехала в Бразилию, впоследствии отказалась от полученного по праву рождения американского гражданства, чтобы представлять Бразилию.
С шестилетнего возраста училась игре на фортепиано у своего дяди Жозе Клиасса. Дебютировала в одиннадцать лет на сцене Городского театра Сан-Паулу, в 1938 году впервые выступила с городским оркестром под управлением Жуана де Соузы Лимы. В 1942 году предприняла большое американское концертное турне, выступив в США, Канаде, Пуэрто-Рико, Гватемале, Венесуэле, Колумбии и Аргентине, за этими гастролями последовал ряд выступлений в нью-йоркском Карнеги-холле в 1940-е гг. В 1952 г. записала саундтрек для бразильского художественного фильма «Аппассионата» (режиссёр Фернандо де Баррос). В 1955 г. совершила первую гастрольную поездку по Европе: выступила в Париже с Оркестром концертного общества Парижской консерватории под управлением Эйтора Вилла-Лобоса, а также в Амстердаме, Вене и Лондоне. В 1958 г. выступила на Брамсовском фестивале в Берлине с Берлинским филармоническим оркестром под управлением Карла Бёма. В 1961 г. представляла Бразилию на Втором фестивале музыки обеих Америк в Вашингтоне. В 1970 г. записала для лейбла Deutsche Grammophon свой первый диск с прелюдиями Сергея Рахманинова; среди других записей Бернетте — Второй фортепианный концерт Николая Метнера с Мюнхенским филармоническим оркестром под управлением Рудольфа Кемпе. Спорадически выступала как ансамблистка, в том числе с Амадеус-квартетом; на рубеже 1980—1990-х гг. играла в составе фортепианного трио с Айртоном Пинто и Антонио дель Кларо.
В 1972—1992 гг. преподавала в Гамбургской высшей школе музыки и театра.
Яре Бернетте посвящены несколько произведений Камарго Гварньери, в том числе Третий фортепианный концерт (1964).